# Xenodon matogrossensis
Xenodon matogrossensis är en ormart som beskrevs av Scrocchi och Cruz 1993. Xenodon matogrossensis ingår i släktet Xenodon och familjen snokar. Inga underarter finns listade i Catalogue of Life.
Denna orm förekommer Brasilien i delstaterna Mato Grosso och Mato Grosso do Sul samt i östra Bolivia. Kanske når den även angränsande områden av Paraguay. Xenodon matogrossensis hittas vanligen intill vattendrag i fuktiga gräsmarker och savanner med några glest fördelade palmer. Arten saknas i skogar. Födan utgörs av paddor som Rhinella granulosus. Honor lägger ägg.
För beståndet är inga hot kända och Xenodon matogrossensis lever i några skyddszoner. IUCN listar arten som livskraftig (LC).